# Johnson City, Kansas
Johnson City är en stad i den amerikanska delstaten Kansas med en yta av 2,9 km² och en folkmängd som uppgår till 1 528 invånare (2000). Johnson City är administrativ huvudort i Stanton County.

## Kända personer från Johnson City
- Galen Fiss, utövare av amerikansk fotboll